# تشارلز برنس
تشارلز برنس (بالفرنسية: Charles Prince)‏ هو كاتب سيناريو ومخرج وممثل فرنسي، ولد في 27 أبريل 1872 في فرنسا، وتوفي في 18 يوليو 1933 بباريس في فرنسا.

## وصلات خارجية
- تشارلز برنس على موقع IMDb (الإنجليزية)
- تشارلز برنس على موقع ألو سيني (الفرنسية)
- تشارلز برنس على موقع أول موفي (الإنجليزية)
- تشارلز برنس على موقع قاعدة بيانات برودواي على الإنترنت (الإنجليزية)
- تشارلز برنس على موقع قاعدة بيانات الأفلام السويدية (السويدية)
- تشارلز برنس على موقع قاعدة بيانات الفيلم (الإنجليزية)
- تشارلز برنس على موقع كينوبويسك (الروسية)